# بوسطن هيرالد
بوسطن هيرالد هي جريدة يومية أمريكية مسقط رأسها الرئيسي بوسطن، ماساتشوستس.تأسست عام 1846 وتعتبر من أقدم الجرائد في الولايات المتحدة. وحازت على ثماني جوائز بوليتسر في تاريخها، من ضمنها أربعة جوائز للكتابة التحريرية وثلاث للتصوير الفوتوغرافي قبل أن يتم تحويله إلى تنسيق التابلويد في عام 1981.

## تاريخ
تاريخ صحيفة هيرالد يمكن تتبعه من خلال هذه الأنساب، أولا النشرة اليومية وبوسطن هيرالد القديمة، وشخصان من عمالقة الإعلام، وهما وليام راندولف هيرست وروبرت مردوخ.

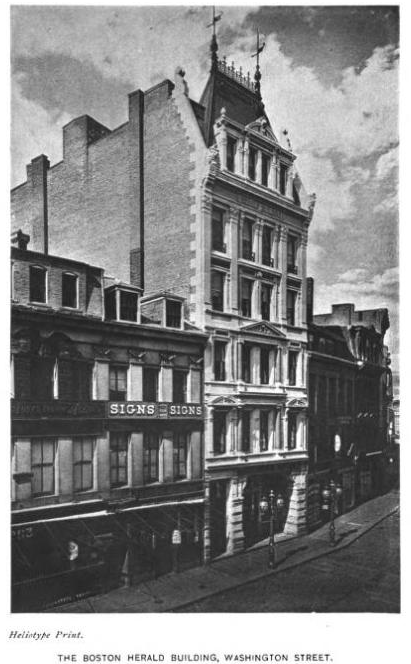
مقر هيرالد القديم في 255 شارع واشنطن (بني عام 1878)

### بوسطن هيرالدالأصلية
وجدت صحيفة بوسطن هيرالد في العام 1846 عن طريق قروب من الطابعات من بوسطن بالاشتراك تحت اسم John A. French & Company. تم توزيع ورقة على هيئة صحيفة ذات وجهين، وتم ابتياع منها سنت واحد فقط. محررها الأول، William O. Eaton., وقد قال، وكان عمره 22 سنة فقط، قال أن صحيفة "هيرالد " ستكون متفردة في السياسة والدين، ليبرالي، عامل، جسور، سوف تكون صحيفة " هيرالد " حاسمة مع القراءة والكتابة والأمور الشيقة، وستثابر في وظيفتها التي تتعلق بتحليل الأخبار المحلية والعالمية ".

### معلن بوسطن اليومي

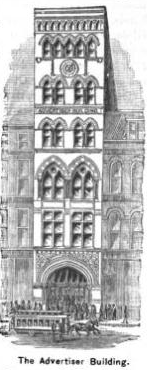
مبنى المعلن القديم في بوسطن

### بوسطن هيرالدمرة بعد مرة
كان مردوخ مصر على تغيير اسم الصحيفة إلى بوسطن هيرالد . ومع مرور السنوات استمرت «هيرالد» في النمو، ووسعت تغطيتها وزادت توزيعها إلى العام 2001، عندما وقعت أغلب الصحف أو جميعها بالإجمال ضحية لتدهور التدفقات والإيرادات.

### راديو بوسطن هيرالد
في 2013 في 5 أغسطس، باشرت صحيفة هيرالد في إعلان ظهور محطتها الإذاعية عبر منصة الإنترنت وكان إسمها راديو بوسطن هيرالد والتي تحتوي على برامج إذاعية لغالبية العاملين من موظفي هيرالد. بطبيعة الحال يتم بث المجموعة الصباحية للمحطة من الساعة 10 صباحًا بالتوقيت الشرقي إلى الساعة 12 ظهرًا بالتوقيت الشرقي.

## الجوائز
- 1924. جوائز بوليتسر للكتابة الافتتاحية.[6]
- 1927. جوائز بوليتسر للكتابة الافتتاحية، ف.لوريستون بولارد، « نحن نقدم »
- 1948. جوائز بوليتسر للتصوير الفوتوغرافي، [7] فرانك كوشينغ، «فتى مسلح ورهينة»
- 1949. جوائز بوليتسر للكتابة الافتتاحية، جون هـ. كريدر
- 1954. جوائز بوليتسر للكتابة الافتتاحية، دون موراي، سلسلة من الافتتاحيات حول «المظهر الجديد» في الدفاع الوطني
- 1957. جوائز بوليتسر للتصوير الفوتوغرافي، هاري أ. تراسك. غرق بطانة SS أندريا دوريا في يوليو 1956 (تم التقاط الصور من طائرة تحلق على ارتفاع 75 قدمًا قبل 9 دقائق من هبوط السفينة في القاع. الصورة الثانية في التسلسل هي الصورة الرئيسية.
- 1976. جوائز بوليتسر للتصوير الفوتوغرافي للأخبار الموضعية، [8] ستانلي فورمان، من أجل Fire Escape Collapse ، وهي لقطة درامية لامرأة شابة وطفل يسقطان أثناء هروب النيران التي هربوا إليها أثناء حريق منزل في شقة في 22 يوليو 1975
- 1977. جوائز بوليتسر للتصوير الفوتوغرافي في سبوت نيوز، ستانلي فورمان، عن تلوث أولد غلوري ، كما اتهم متظاهر تيد لاندسمارك، محامي حقوق مدنية أمريكي من أصل أفريقي ، بعلم أمريكي أثناء أزمة النقل في بوسطن
- 1979. جوائز بوليتزر للتصوير الفوتوغرافي الطويل، [9] مصوري فريق العمل، للتغطية الفوتوغرافية للعاصفة الثلجية عام 1978
- 2006. جائزة جمعية محرري وكتاب الأعمال الأمريكية (SABEW) باعتبارها «الفائزون في مجال الأعمال» عن «التميز الشامل» التغطية [10][11]
- 2

## كتاب الأعمدة
- جو BATTENFELD هو هيرالد ' المعلق السياسي ومراسل الوسائط المتعددة.
- كان رون بورخيس كاتب عمود رياضي.
- كان وارن تي بروكس مراسلًا اقتصاديًا في صحيفة The Herald من عام 1975 حتى عام 1985، عندما انتقل إلى تي في واشنطن العاصمة [12]
- كان ستيف باكلي كاتب عمود رياضي قديم.
- جيري كالاهان كاتب عمود رياضي ومضيف برنامج حواري سابق منذ فترة طويلة لـ WEEI حتى تم التخلي عنه بسبب تقييمات سيئة.
- يكتب Howie Carr عن السياسة المحلية وهو مقدم برنامج حواري إذاعي ومعلق تلفزيوني متكرر.
- بيل كننغهام (كاتب رياضي) (1895-1961)، الكاتب الرياضي الأعلى أجرًا في عصره [13]
- ظهر عمود جورج فريزر Sweet and Lowdown في 27 يناير 1942، وربما كان أول عمود لموسيقى الجاز في صحيفة أمريكية كبرى المدن.[14] إلى جانب موسيقى الجاز، غطى عمود فرايزر الكتب والرياضة ووسائل الإعلام والحياة الليلية والثقافة الشعبية والكلاسيكية ومواضيع أخرى.[15]
- بيتر جيلزينيس كاتب عمود قديم في مترو الأنفاق، وكذلك جو فيتزجيرالد، الذي كان سابقًا كاتب عمود رياضي.
- مايكل جراهام كاتب عمود في صحيفة بوسطن هيرالد .
- كان جورج إدوارد كيمبال كاتب عمود رياضي اشتهر بتغطيته للملاكمة.
- أوليفيا فاني يكتب هيرالد ' بمقومات [16] ويغطي أخبار المشاهير.
- كان بيتر لوكاس كاتبًا ومراسلًا سياسيًا لفترة طويلة
- وكان بوب ماكغفرن الكاتب القانوني هيرالد ' وعملت أيضا كمراسلة.
- ليو موناهان - صحفي رياضي كتب في «ديلي ريكورد» و «ذا ريكورد أميريكان» و «هيرالد أمريكان» [17]
- جو شاكا هو رئيس تحرير الصحيفة. شاكا هي مراسلة سياسية وكاتبة عمود سابق.

## روابط خارجية
- Official website (Mobile)
- Herald's circulation declines
- Company History
- Boston Herald on the App Store
- Boston Herald at the BlackBerry World